# Michał Mieszko Gogol
Michał Mieszko Gogol (ur. 23 kwietnia 1985 w Szczecinie) – polski statystyk i trener siatkarski, obecnie II trener reprezentacji Polski w siatkówce mężczyzn. Był także siatkarzem, reprezentował barwy Maratonu Świnoujście oraz Morza Szczecin.

## Życiorys
Od 2005 r. pracował w Polskim Związku Piłki Siatkowej jako statystyk z różnymi reprezentacjami (z reprezentacją Polski juniorów, z kadrą mężczyzn B, z żeńską reprezentacją Polski, prowadzoną przez Marco Bonittę oraz męską reprezentacją Polski, prowadzoną przez Andreę Anastasiego).
Był w sztabie szkoleniowym reprezentacji Polski B prowadzonej przez Andrzeja Kowala w latach 2014–2015 oraz asystentem Wojciecha Serafina w reprezentacji Polski do lat 23.
W latach 2008–2011 był II trenerem AZS-u Częstochowa, a w latach 2011–2016 statystykiem Asseco Resovii. Przed sezonem 2016/2017 roku został II trenerem beniaminka PlusLigi, Espadonu (obecnie występującego pod nazwą „Stocznia”) Szczecin, a w pod koniec roku 2016 został I trenerem  drużyny szczecińskiej.
W 2017, po rozstaniu się PZPS z trenerem reprezentacji Polski mężczyzn Ferdinando de Giorgim, był jednym z kandydatów na stanowisko selekcjonera kadry narodowej. Ostatecznie jednak I trenerem reprezentacji został Vital Heynen, a Gogol pełni funkcję jego asystenta.

## Kariera trenerska
| Lata/Sezon                | Klub/Reprezentacja          | Funkcja           |
| ------------------------- | --------------------------- | ----------------- |
| 2007–2008                 | Polska (kobiety)            | statystyk         |
| 2008–2011                 | Domex Tytan AZS Częstochowa | II trener         |
| 2011–2016                 | Asseco Resovia Rzeszów      | statystyk         |
| 2016                      | Polska U-23                 | II trener         |
| 2016/2017 (do 11.12.2016) | Espadon Szczecin            | II trener         |
| 2016/2017 (od 11.12.2016) | Espadon Szczecin            | I trener          |
| 2017/2018 (do 11.12.2018) | Stocznia Szczecin           | I trener          |
| 2018–2021                 | Polska                      | II trener         |
| 2018–2019 (od 17.12.2018) | Indykpol AZS Olsztyn        | I trener          |
| 2019–2021                 | PGE Skra Bełchatów          | I trener          |
| 2022–2023                 | Łotwa                       | I trener          |
| 2022                      | Niemcy (kobiety)            | II trener         |
| 2023–2025                 | JTEKT Stings                | I trener          |
| 2025–                     | JTEKT Stings                | dyrektor sportowy |

## Sukcesy klubowe
Liga japońska:
- 2025[9]

## Sukcesy reprezentacyjne
Srebrna Liga Europejska:
- 2023[10]